# Hattarga (Sarhad), Basavakalyan
Hattarga (Sarhad) là một làng thuộc tehsil Basavakalyan, huyện Bidar, bang Karnataka, Ấn Độ.